# 铭牌

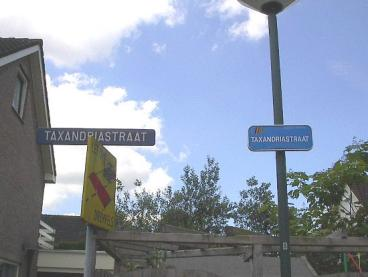
比利时和荷兰边境上的街道铭牌

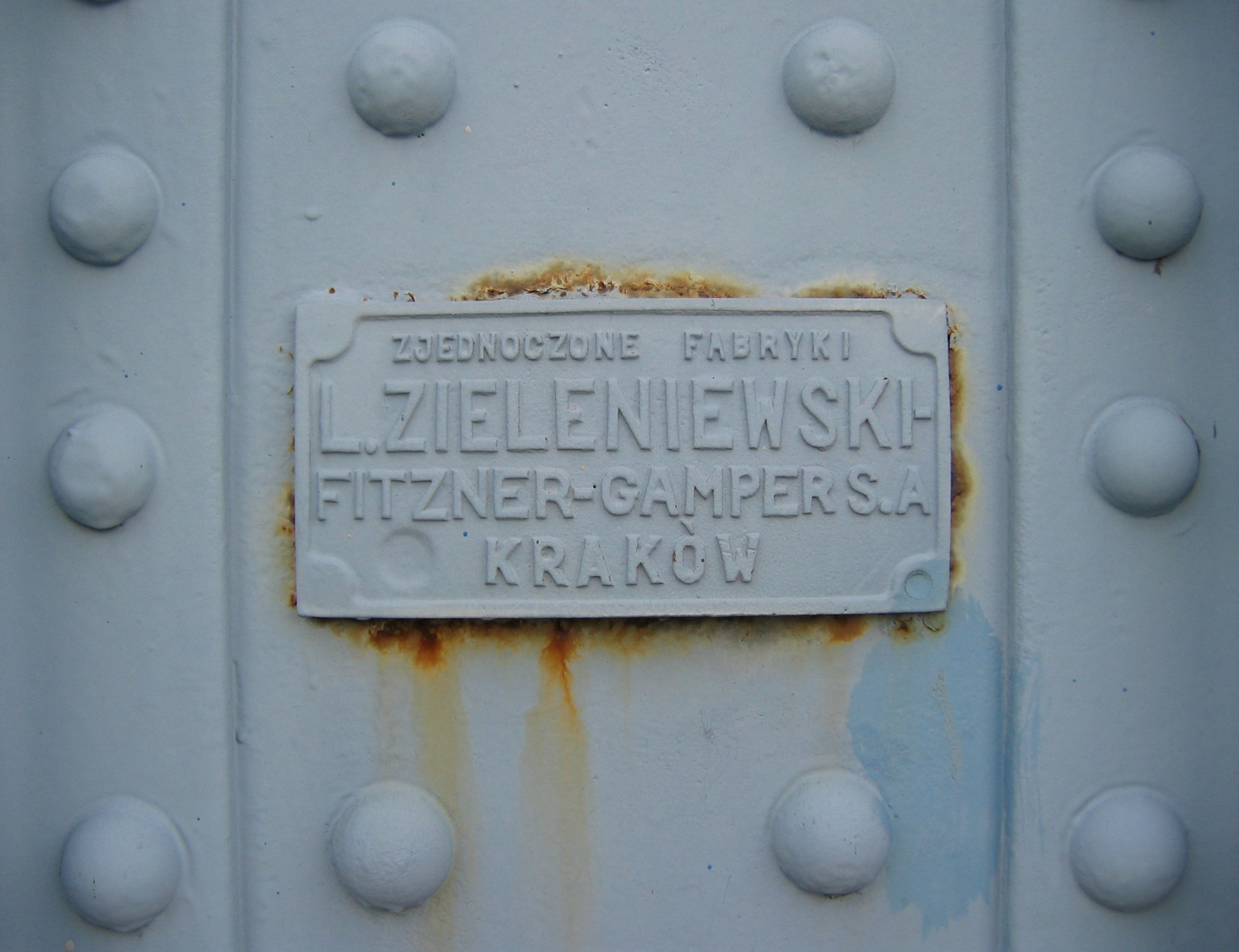
波兰克拉科夫一座桥上的铭牌，上面展示有關制造商的详细信息

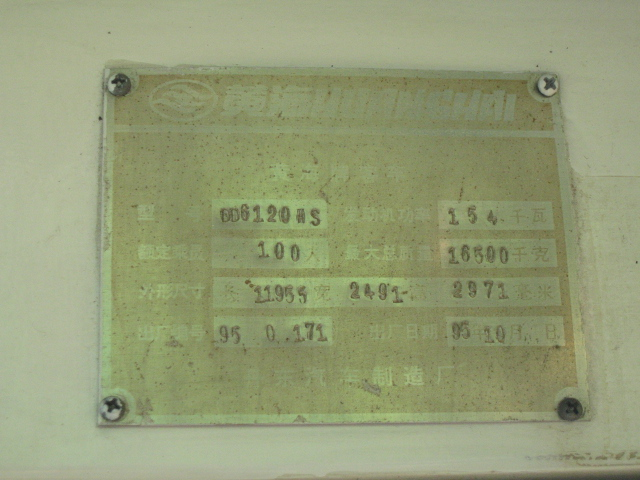
黄海DD6120HS型客车铭牌

铭牌是一種通常為长方形的牌子，上面主要寫的是一个人、产品或地名的名字。铭牌主要起着識別作用，例如在办公室，铭牌主要安装在门上或墙上，用以识别员工的辦公場所；而在零售場景下，产品上铭牌可以讓人识别品牌。